# Kurier nach Triest
Kurier nach Triest (Originaltitel: Diplomatic Courier) ist ein US-amerikanischer Agentenfilm von Henry Hathaway aus dem Jahr 1952. Die Hauptrollen waren mit Tyrone Power, Patricia Neal, Stephen McNally und Hildegard Knef besetzt. Das Drehbuch stammt von Casey Robinson, der den Film auch produzierte. Das Buch beruht auf der Novelle Sinister Errand von Peter Cheyney. In den Vereinigten Staaten kam der Film das erste Mal am 13. Juni 1952 in die Kinos, in der Bundesrepublik Deutschland am 30. Januar 1953.

## Handlung
Bei seinem Flug von Paris nach Salzburg lernt der US-amerikanische Agent Mike Kells eine vornehm gekleidete junge Frau kennen. Es stellt sich heraus, dass sie verwitwet ist und an ihrem Zielort die Festspiele besuchen möchte. Kells dagegen hat eine andere Aufgabe: er soll von Sam Carew, der bei der amerikanischen Botschaft in Bukarest in Diensten steht, einen geheimen Mikrofilm in Empfang nehmen und in die Vereinigten Staaten schmuggeln. Nach der Ankunft in Salzburg sieht Mike zwar Sam Carew, aber dieser schenkt ihm keinerlei Beachtung. Kells vermutet daher, dass sein Kollege von sowjetischen Agenten beobachtet wird. Sein Verdacht erhärtet sich, als sie mit dem Arlberg-Express nach Triest reisen.
Als der Zug in einen Tunnel fährt, wird es plötzlich dunkel. Kells kann aber erkennen, wie zwei Männer Sam Carew aus dem Fenster werfen. Daraufhin setzt er sich mit seinem Vorgesetzten, Colonel Cagle, in Verbindung. Der fordert ihn auf, nach einer blonden jungen Frau zu suchen, die mit ihm im Zug gefahren sei. Zu seiner Überraschung findet Kells in seiner Jackentasche ein Foto des gesuchten Mädchens mit dem Namen Janine Betki und ihre Hotel-Adresse in Triest. Dort scheint sie jedoch nicht angekommen zu sein. Daraufhin sucht Mike im Umfeld des Hotels mehrere Nachtlokale auf in der Hoffnung, dort die Gesuchte zu finden. Statt ihrer trifft er jedoch Joan Ross wieder, seine Bekannte aus dem Flugzeug. Kaum hat sich diese vom Tisch entfernt, wird Mike von einem sonderbaren Händler bedrängt, der ihm verschiedene Uhren zum Kauf anbietet. In einem Exemplar erkennt Mike die Uhr seines Kollegen Sam Carew. Als er dafür Interesse bekundet, nennt ihm der Fremde eine Adresse und eilt davon. Mike jagt ihm hinterher und sieht, wie der Mann die Uhr wegwirft. Kurz danach wird der Fremde von einem Auto überfahren. Kaum hat Mike die Uhr gefunden, sucht er das genannte Haus auf. Dort empfängt ihn Janine Betki. Diese versichert, eine russische Agentin zu sein, inzwischen aber die Seiten gewechselt zu haben. Als Lohn habe Sam ihr versprochen, sich für ihre Einreise in die Vereinigten Staaten einzusetzen. Als Zeichen seines Vertrauens überlässt ihr Mike Sams Uhr.
Schließlich entpuppt sich auch Joan Ross als sowjetische Agentin. Nur einem Zufall hat Mike es zu verdanken, dass er nicht umgelegt worden ist. Als er völlig erschöpft Colonel Cagle den Vorfall meldet, spielt Janine den Amerikanern einen Mikrofilm mit wichtigen Geheimplänen der Sowjets zu. Das Dokument hatte sich in Sams Uhr befunden. Jetzt hat Mike die Gewissheit, dass Janine auf seiner Seite steht. Nach einigen waghalsigen Manövern gelingt es ihm, das Mädchen und sich selbst in Sicherheit zu bringen. Ihren weiteren Weg wollen sie nun gemeinsam gehen.

## Kritiken
Für das Lexikon des internationalen Films war Kurier nach Triest ein „Spionage- und Abenteuerfilm aus der Ära des Kalten Kriegs“, der „nach vertrautem Schema effektvoll und spannend inszeniert und überdurchschnittlich gespielt“ worden sei. Das Fazit von Moviepilot lautete: „Meisterhaft inszenierter Spionage-Thriller mit Tyrone Power, der im Kalten Krieg einen Mikrofilm zu schmuggeln hat.“

## Trivia
Die Außenaufnahmen (vor allem Hintergrundaufnahmen für die Rückprojektion) wurden auf der Westbahn, am Hauptbahnhof Salzburg und dem Bahnhof Werfen gedreht, in Salzburg erblickt man im Hintergrund einmal auch kurz den ehemaligen Lokalbahnhof. Mehrmals ist die damals typische Zuggarnitur des Arlberg-Express mit Schlaf- und Speisewagen der Internationalen Schlafwagengesellschaft und einer Lokomotive der Reihe 12 der ÖBB zu sehen. Dass diese Schnellzugloks jedoch auf einem Gebirgsabschnitt (gezeigt werden die Portale des Tauerntunnels) hinter Salzburg eingesetzt wurde, ist jedoch eine Besonderheit und dem damaligen Fahrzeugmangel geschuldet. In den Filmstudios der 20th Century Fox in Hollywood wurden der Innenraum des Bahnhofsrestaurants auf dem Zentralperron in Salzburg sowie das Innere der Zugwaggons nachgebaut und mit Rückprojektionsaufnahmen kombiniert.
Der Mord im Tunnel basiert auf einer realen Begebenheit: Im Februar 1950 wurde der ehemalige US-Militärattaché in Bukarest, Navy-Captain Eugene Simon Karpe, im Ofenauer Tunnel am Pass Lueg gewaltsam aus einem Waggon des Arlberg-Express gestoßen und vom Zug überrollt. Die Tat konnte nie aufgeklärt werden, es wurden kommunistische Geheimdienste verantwortlich gemacht.

## Quelle
- Programm zum Film, erschienen im Verlag Das neue Filmprogramm, H. Klemmer, Frankfurt am Main, Taunusstr. 52–60, ohne Nummernangabe.